# بوتوكونازول
بوتوكونازول Butoconazole هو دواء مضاد فطري (الأسماء التجارية Gynazole-1, Mycelex-3) من مشتقات الإيميدازول. يستخدم في الطب النسائي ككريم مهبلي.

## التخليق

Butoconazole synthesis: Keith A. M. Walker (1978 to سينتكس)